# 南宮适
南宮（西元前530—？，一名韜，字子容，中國春秋時期魯國人，孔子七十二弟子之一。又稱南宮括、南容，孔子稱讚他是個「君子」，並且將他的姪女（孟皮之女）嫁給了南宮适。《史記索隱》認為他是南宮敬叔，但很多學者以此為非。

## 語錄
- 《论语·宪问》：南宫适问于孔子曰：“羿善射，奡荡舟，俱不得其死然。禹稷躬稼而有天下。”夫子不答。南宫适出。子曰：“君子哉若人！尚德哉若人！”

- 《论语·先进》：「南容三复白圭，孔子以其兄之子妻之。」

## 歷代追封
唐开元二十七年（739年）封「郯伯」。
宋大中祥符二年（1009年）又封「龚丘侯」。
宋政和六年（1116年）又封「汝阳侯」。
明嘉靖九年（1530年）被稱為「先賢南宫子」。

## 脚註
1. ↑  南宮适的「适」在此處不是「適」的簡化字，而是的現在字形。其音如次：

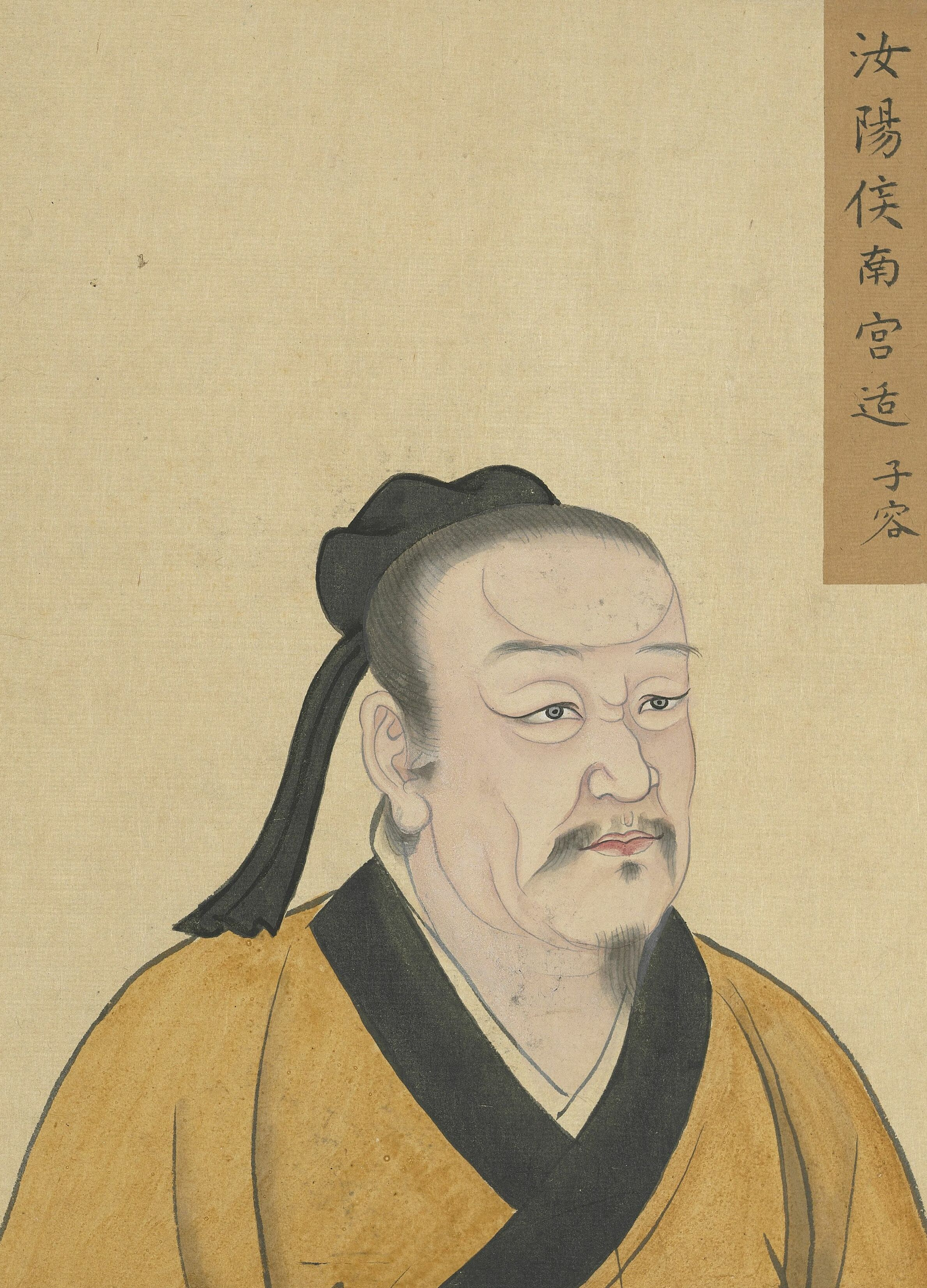
南宮适

  - 官話：汉语拼音／通用拼音－kuò，注音符號－ㄍㄨㄚ
  - 粤語：粵拼－kut3，教育學院拼音方案－kut8、kut3
  - 直音：括